# Автомагістраль A30 (Нідерланди)
Автомагістраль А30 — національне шосе в Нідерландах і автомагістраль між Барневельдом і Еде довжиною 18 км. Дорога утворює сполучення між північною автомагістраллю A1 у Барневельді (виїзд 15, Барневельд) і південною А12 у Еде (розв’язка Маандербрук).

## Історія
Спочатку маршрутом була провінційна дорога S1 (пізніше N30), яка з'єднувала A1 і N224.
У 1972 році національне шосе 30 між Барневельдом і Люнтереном було підготовлено з насипами для смуг 2×2, але було побудовано лише 1×2. У 1990-х роках, а не в 1972 році, як повідомляють деякі джерела, цю ділянку було перетворено на автомагістраль. У 2001 році розпочато роботу з перетворення решти дороги N30 між Лунтереном і Еде (спочатку побудованої в 1970 році) на автомагістраль і продовження будівництва між N224 і A12. 12 липня 2004 року відбулося відкриття нової ділянки магістралі. Нумерація виїздів змінена таким чином, що вона збільшується в напрямку кілометражу, з півдня на північ. У зв’язку з тим, що на насипі оселилися піщанки, одна смуга проїзної частини тимчасово не використовується.

## Плани на майбутнє
Муніципалітет Нейкерка, серед іншого, виступає за розширення в північному напрямку; на схід повз Нейкерк, а потім через Флеволанд до A27 в Алмере. Однак маршрут між A1 і Нейкерком проходить через чутливу з точки зору ландшафту територію. У Флеволанді все ще є чітко помітна резервація на ландшафті аж до A6.
Іноді також пропонують можливе розширення A30 у південному напрямку. Крім того, A30 має бути з’єднана з A15 за допомогою нового мосту через Рейн.
Іншим можливим розширенням A30 є «Еемлус», запропонований VNO-NCW. Це повинно розвантажити розв'язку Хувелакен біля Амерсфорта. Еемлус пролягає в основному через сільськогосподарські території повз Нейкерк, перетинає A28 на виїзді Амерсфорт-Ватхорст, а потім проходить як кільцеву дорога навколо Ватхорста до A1.